# Eurypontovci
Eurypontovci (řec. Δυναστεία Ευρυποντιδών) byla královské rodina, z níž byli, společně s Agiovci voleni králové ve starověké Spartě.

## Sparta a původ Eurypontovců
Nejstarší dějiny Sparty jsou velmi málo známé. Z vykopávek se dá usuzovat, že Sparta byla významným městem již v mykénském období. Kolem roku 1200 před Kr. území Lakónie dobyli Dórové - (předkové Sparťanů) a původní Achájské obyvatelstvo si podrobili.
Podle mýtů Sparťané odvozují původ názvu Sparty (řec. Lakedaimón) od krále Lakedaimóna - (syna boha Dia), který dostal vládu nad krajinou od svého tchána říčního boha a krále Eurota. Sídelní město nazval Lakedaimón jménem své manželky. Po Lakedaimónovi vládl jeho syn Amyklas a po nich další jejich potomci. Slavná Trojská válka probíhala během vlády Menelaa. Po trojské válce za vlády Menelaova vnuka Tisamena napadli jejich království Dórové vedení Heraklovci. 
Aristodémos pravnuk Hérakla a jeho bratři vedli poslední pátý útok na mykénský Peloponés. Během závěrečné bitvy byl Aristodemos zabit a dobyté území se mělo stát královstvím jeho syna, ale protože mu jeho manželka Argeia porodila dvojčata (Eurysthenes a Prokles) a nechtěla prozradit, že který z nich se narodil první, bylo rozhodnuto, že budou vládnout oba. Nástupci obou králů pak vládli v rámci svého rodu. Nástupci Eurysthena v linii rodu Agiovců a nástupci Proklea v linii rodu Eurypontovců. Takto se pokoušeli Sparťané vysvětlit vznik jejich dvojkrálí.

## Králové Eurypontovců
Králové ve Spartě byli voleni ze dvou královských rodů Agiovců a Eurypontovců, mezi nimiž platil striktní zákaz uzavírat sňatky. Následníkem krále měl být vždy nejbližší příbuzný. Králové podléhali od nejstarších dob kontrole. Tou kontrolou byl pětičlenný sbor Eforů (dozorců), kteří vedle jiných povinnostech dohlíželi i na vládnutí králů. Herodotos napsal, že kontrolní institut vznikl již v době legendárního zákonodárce Sparty Lykurga, ale Díogenés Laertios nesouhlasí a tvrdí, že to bylo až v době spartského filozofa Chilona v šesté století před Kr.
Králové Eurypontovců od jejich mytického zakladatele Proklea, až do období kolem poloviny sedmého století před Kr. nejsou historicky doloženi a s velkou pravděpodobností spadají do oblasti mýtů. Právě u těchto králů z rodu Eurypontovců jsou v seznamech na rozdíl od seznamu rodu Agiovců u antických historiků neshody. Jako příklad v seznamu Herodota se král Sóos jako následník Proklea nenachází, ale pozdější autoři např. Plutarchos nebo Pausaniás jej jako následníka uvádějí. Diodoros ve své knize poskytuje podle něj detailní chronologii nejstarších spartských králů, ve které však chybějí jména některých králů uvedených Hérodotem. Diodoros píše, že osmdesát let po tradiční Trojské válce (1104 před Kr.) začal vládnout Prokles, který vládl 49 let a další jeho nástupci v pořadí Prytanis 49 let, Eunomos 45 let, Charilaos 60 let, Nikandros 38 let, a Theopompos 47 let . Diodoros tvrdí, že první olympiáda (776 před Kr.) se konala za vlády posledně uvedeného krále. Těch neshod je v seznamech starších spartských králů více.
Z historicky doložených králů z rodu Eurypontovců se významněji zapsali do dějin mnozí králové - z nichž zmiňme vynikajícího stratéga a vzor spartské vytrvalosti krále Agésilaa II., jeho syna Archidama III. a nesporně významnou osobností byl i Agis IV., který za snahu o zavedení sociálních reforem ve Spartě zaplatil svým životem.
Některé chronologické údaje a jmena králů Sparty z dynastie Eurypontovců jsou v následující tabulce upraveny tak, aby souhlasily s údaji od Pausania.

## Seznam králů Eurypontovců
| Jméno            | Období vlády     | Období vlády     | Rodinný původ    | Rodinný původ                                                                                  |
| ---------------- | ---------------- | ---------------- | ---------------- | ---------------------------------------------------------------------------------------------- |
| Prokles          |                  |                  |                  | Syn Aristodema                                                                                 |
| Sóos             | 977-944 před Kr. | 977-944 před Kr. | 977-944 před Kr. | Syn Proklea                                                                                    |
| Eurypón          | 944-911 před Kr. | 944-911 před Kr. | 944-911 před Kr. | Syn Sóosa                                                                                      |
| Prytania         | 911-878 před Kr. | 911-878 před Kr. | 911-878 před Kr. | Syn Eurypóna                                                                                   |
| Eunomos          | 878-845 před Kr. | 878-845 před Kr. | 878-845 před Kr. | Syn Prytania                                                                                   |
| Polydektés       | 845-812 před Kr. | 845-812 před Kr. | 845-812 před Kr. | Syn Eunomia                                                                                    |
| Charilaos        | 812-779 před Kr. | 812-779 před Kr. | 812-779 před Kr. | Syn Polydekta                                                                                  |
| Nikandros        | 779-746 před Kr. | 779-746 před Kr. | 779-746 před Kr. | Syn Charilaa                                                                                   |
| Theopompos       | 746-713 před Kr. | 746-713 před Kr. | 746-713 před Kr. | Syn Nikandra                                                                                   |
| Anaxandridas I.  | 713-680 před Kr. | 713-680 před Kr. | 713-680 před Kr. | Syn Theopompa                                                                                  |
| Archidamos I.    | 680-647 před Kr. | 680-647 před Kr. | 680-647 před Kr. | Syn Anaxandrida I.                                                                             |
| Anaxidamos       | 647-614 před Kr. | 647-614 před Kr. | 647-614 před Kr. | Syn Archidama I.                                                                               |
| Leótychidas I.   | 614-581 před Kr. | 614-581 před Kr. | 614-581 před Kr. | Syn Anaxidama                                                                                  |
| Hippokratidas    | 581-570 před Kr. | 581-570 před Kr. | 581-570 před Kr. | Syn Leótychida I.                                                                              |
| Agasikles        | 570-548 před Kr. | 570-548 před Kr. | 570-548 před Kr. | Jeho rodokmen: byl synem Archidama syna Anaxidama syna Zeuxidama syna Archidama syna Theopompa |
| Ariston          | 548-515 před Kr. | 548-515 před Kr. | 548-515 před Kr. | Syn Agasikla                                                                                   |
| Démaratos        | 515-491 před Kr. | 515-491 před Kr. | 515-491 před Kr. | Syn Aristona, sesazený - zemřel v roce 480 před Kr.                                            |
| Leótychidas II.  | 491-476 před Kr. | 491-476 před Kr. | 491-476 před Kr. | Syn Menarea syna Hippokratida, - zemřel v roce 469 před Kr.                                    |
| Archidamos II.   | 476-427 před Kr. | 476-427 před Kr. | 476-427 před Kr. | Syn Zeuxidama syna Leótychida II.                                                              |
| Agis II.         | 427-398 před Kr. | 427-398 před Kr. | 427-398 před Kr. | Syn Archidama II.                                                                              |
| Agésilaos II.    | 398-361 před Kr. | 398-361 před Kr. | 398-361 před Kr. | Syn Archidama II.                                                                              |
| Archidamos III.  | 361-338 před Kr. | 361-338 před Kr. | 361-338 před Kr. | Syn Agésilaa II.                                                                               |
| Agis III.        | 338-331 před Kr. | 338-331 před Kr. | 338-331 před Kr. | Syn Archidama III.                                                                             |
| Eudamidas I.     | 331-305 před Kr. | 331-305 před Kr. | 331-305 před Kr. | Syn Archidama III.                                                                             |
| Archidamos IV.   | 305-275 před Kr. | 305-275 před Kr. | 305-275 před Kr. | Syn Eudamida I.                                                                                |
| Eudamidas II.    | 275-245 před Kr. | 275-245 před Kr. | 275-245 před Kr. | Syn Archidama IV.                                                                              |
| Agis IV.         | 275-241 před Kr. | 275-241 před Kr. | 275-241 před Kr. | Syn Eudamida II.- popraven                                                                     |
| Eudamidas III.   | 241-228 před Kr. | 241-228 před Kr. | 241-228 před Kr. | Syn Agida IV.                                                                                  |
| Archidamos V.    | 228-227 před Kr. | 228-227 před Kr. | 228-227 před Kr. | Syn Eudamida II.                                                                               |
| Eukleidas        | 227-221 před Kr. | 227-221 před Kr. | 227-221 před Kr. | Bratr Kleomena III. Z rodu Agiovcov                                                            |
| Sparta bez krále | 221-219 před Kr. | 221-219 před Kr. | 221-219 před Kr. |                                                                                                |
| Lykúrgos         | 219-210 před Kr. | 219-210 před Kr. | 219-210 před Kr. | Potomek Agida II ?                                                                             |
| Pelops           | 210-206 před Kr. | 210-206 před Kr. | 210-206 před Kr. | Syn Lykurga                                                                                    |
| Nabis            | 206-192 před Kr. | 206-192 před Kr. | 206-192 před Kr. | Potomek Démarata ?                                                                             |
| Lakónikos        | 192-192 před Kr. | 192-192 před Kr. | 192-192 před Kr. | otec není znám, byl posledním králem Eurypontovců                                              |